# Tomas Vaitkus
Tomas Vaitkus (født 4. februar 1982 i Klaipėda) er en litauisk tidligere cykelrytter. Han blev U23-verdensmester i enkeltstart i 2002, og litauisk mester i 2003 og 2004. I 2006 vandt han 9. etape i Giro d'Italia.